# هاشم‌آباد (خورسند)
هاشم‌آباد روستایی در دهستان خورسند بخش مرکزی شهرستان شهربابک استان کرمان ایران است.

## جمعیت
بر پایه سرشماری عمومی نفوس و مسکن در سال ۱۳۹۵ جمعیت این روستا ۶۰ نفر (۱۸خانوار) بوده‌است.